# Société nationale des poudres et des explosifs
Die Société nationale des poudres et des explosifs, abgekürzt Groupe SNPE, war ein französischer Rüstungskonzern, der auf das französische Pulvermonopol aus dem Jahr 1336 zurückging. 2007 wurde sie aufgespalten in 
- Energetische Materialien (Eurenco für Sprengstoffe, SME für Raketen-Festbrennstoffe (heute SAFRAN Herakles), Roxel für Raketenmotoren)
- Zivile Sprengstoffe (Nobel Explosif France, Bergerac NitroCellulose, Durlin)
- Feinchemikalien (Isochem)

2013 wurden alle Reste des Unternehmens von Nexter übernommen.
Die Groupe SNPE besaß Werke in Saint-Médard-en-Jalles, Vert-le-Petit, Bergerac, Sorgues, Toulouse, Angoulême, Pithiviers, Pont-de-Claix und Gennevilliers.